# Raudberget
Der Raudberget (norwegisch für Roter Berg) ist ein 2606 m hoher und markanter Berg nordöstlich des Høgskavlen im Borg-Massiv auf der Maudheimvidda im ostantarktischen Königin-Maud-Land.
Norwegische Kartografen kartierten den Berg anhand geodätischer Vermessungen und Luftaufnahmen der Norwegisch-Britisch-Schwedischen Antarktisexpedition (1949–1952). Bei der deskriptiven Benennung war die rote Färbung der Felsen des Berges ausschlaggebend.